# ابراهیم‌آباد دشت بر
ابراهیم‌آباد دشت بر، روستایی از توابع بخش ارزوئیه شهرستان بافت در استان کرمان ایران است.

## جمعیت
این روستا در دهستان وکیل آباد قرار دارد و براساس سرشماری مرکز آمار ایران در سال ۱۳۸۵، جمعیت آن ۴۷ نفر (۱۴خانوار) بوده‌است.